# Mirosław Widuch
Mirosław Widuch (ur. 29 grudnia 1971 w Mikołowie) – polski piłkarz, grający na pozycji obrońcy.

## Kariera piłkarska
Mirosław Widuch jest wychowankiem GKS-u Tychy, w którym rozpoczął karierę piłkarską w 1989 roku. W 1993 roku trafił do pierwszoligowej Pogoni Szczecin, jednak nie było dane zadebiutować w ekstraklasie i po pół roku pobycie w Szczecinie przeniósł się do GKS-u Katowice, w barwach którego występował 12 sezonów i odnosił największe sukcesy w swojej karierze: wicemistrzostwo Polski w sezonie 1993/1994, 3.miejsce w ekstraklasie (1995, 2003), finał Pucharu Polski (1995, 1997) oraz Superpuchar Polski w 1995 roku. Po sezonie 2004/2005, w którym klub zmagał się w tamtym czasie z ogromnymi problemami finansowymi i organizacyjnie spadł do IV ligi, opuścił klub z Bukowej. Łącznie w ekstraklasie w barwach GKS-u Katowice rozegrał 313 meczów i strzelił 1 gola (jedyny gol w ekstraklasie w sezonie 1995/1996 dnia 23 marca 1996 roku w wygranym 4:0 meczu wyjazdowym z Górnikiem Zabrze).
Następnym klubem w karierze Widucha był Piast Gliwice, z którym w sezonie 2007/2008, w wyniku degradacji z ekstraklasy Korony Kielce i Zagłębia Lubin zanotował historyczny awans do niej, a Widuch po trzech latach wrócił do niej, jednak w sezonie 2008/2009 rozegrał zaledwie 6 meczów i po sezonie zakończył karierę piłkarską. Łącznie w Ekstraklasie rozegrał 319 meczów i strzelił 1 gola.
Jednak zimą 2010 roku wznowił karierę piłkarską zasilając występujących w klasie okręgowej - grupie katowickiej I Czarnych Piasek, w barwach którego zadebiutował w wygranym 0:2 meczu z LKS-em Łąka dnia 28 marca 2010 roku. W klubie występował do 2011 roku.

## Sukcesy piłkarskie

### GKS Katowice
- Wicemistrz Polski: 1994
- 3.miejsce w ekstraklasie: 1995, 2003
- Finalista Pucharu Polski: 1995, 1997
- Superpuchar Polski: 1995

### Piast Gliwice
- Awans do ekstraklasy: 2008

## Życie prywatne
Mirosław Widuch prywatnie jest ojcem piłkarza - Patryka Widucha i Julii Widuch.